# Endrup Andelsmejeri
Endrup Andelsmejeri var Danmarks ældste eksisterende andelsmejeri, etableret den 18. juli 1884.  Det lå i Endrup i Esbjerg Kommune. Mejeriet producerede ost indtil 2017 og havde ved lukningen 12 andelshavere.
Arla Foods overtog fra d. 25.09.2017 kontrollen over mejeriet efter det havde haft lukket for produktionen og stod overfor en truende konkurs. Tanken med Arlas overtagelse var at mejeriet i Endrup fremover skulle fungere som modningscenter og pakkeri for ost produceret på andre mejerier.
.